# Actisecos pulcher
Actisecos pulcher is een mosdiertjessoort uit de familie van de Actisecidae. De wetenschappelijke naam van de soort is voor het eerst geldig gepubliceerd in 1957 door Harmer.